# Ilybius similis
Ilybius similis is een keversoort uit de familie waterroofkevers (Dytiscidae). De wetenschappelijke naam van de soort is voor het eerst geldig gepubliceerd in 1856 door Carl Gustaf Thomson.